# Corgatha miltopolia
Corgatha miltopolia là một loài bướm đêm trong họ Erebidae.